# Коваликов Ігор Олександрович
Ігор Олександрович Коваликов (нар. 11 лютого 1995, Луганськ) — колишній український, нині російський волейболіст, гравець клубу «Єнісей».

## Життєпис
Народжений 11 лютого 1995 року в м. Луганську.
Перший тренер — Віктор Трофименко. Закінчив Кам'янець-Подільський національний університет імені Івана Огієнка.
Грав у клубах «Кримсода» (Красноперекопськ, 2012—2014), «Барком-Кажани» (Львів, 2014—2015), МДТУ (Москва, 2015—2017), «Югра-Самотлор» (2018—2021; одним з одноклубників був Владислав Діденко). Із початку сезону 2021—2022 є гравецм клубу «Єнісей» (Красноярськ; серед одноклубників — Ян Єрещенко).